# Wynohradiwka (hromada Bołgrad)
Wynohradiwka (ukr. Виноградівка) – wieś na Ukrainie, w obwodzie odeskim, w rejonie bołgradzkim, w hromadzie Bołgrad. Miejscowość etnicznie gagauska.
W 2001 liczyła 3923 mieszkańców, wśród których 65 wskazało jako ojczysty język ukraiński, 288 rosyjski, 28 mołdawski, 130 bułgarski, 1 białoruski, 6 ormiański, 3382 gagauski, 7 romski, a 16 inny. W 2025 liczyła 3811 mieszkańców.